# همسران پزشکان
همسران پزشکان (به انگلیسی: Doctors' Wives) یک فیلم سینمایی آمریکایی در ژانر درام آمریکایی محصول سال ۱۹۷۱ میلادی به کارگردانی جورج شفر  و با بازی داین کنون ، جین هکمن ، کرول اوکانر ، ریچارد کرنا ، جنیس رول ، جان کولیکوس و ریچل رابرتس می‌باشد. فیلمنامه براساس رمانی از فرانک جی اسلاو است . ترانه فیلم توسط کاس الیوت خوانده شده است.

## داستان
هنگام بازی ورق با دوستانش، که همگی به خیانت شوهران پزشک خود مشکوک هستند، «لوری دلمان» داوطلب می‌شود تا با اغوای تک‌تک آن‌ها حقیقت را کشف کند.
اما این نقشه وقتی به شکست می‌انجامد که شوهرش، دکتر «مورت دلمان» جراح مغز، او را در رختخواب در کنار «پل مک‌گیل» پیدا می‌کند و هر دوی آن‌ها را با شلیک گلوله می‌زند.
دکتر «پیت برنان» موفق می‌شود جان مک‌گیل را نجات دهد، اما لوری می‌میرد. برنان که از سردردهای میگرنی همسرش «ایمی» خسته شده، با پرستاری به نام «هلن» رابطه دارد.
دکتر «دیو راندولف» روان‌پزشک است و همسرش «دلا» سردمزاج است. راندولف کشف می‌کند که دلا با لوریِ تازه‌درگذشته رابطه‌ای هم‌جنس‌گرایانه داشته‌است.
«مگی»، یک زن الکلی، به‌حالت وارونه در استخر خانه‌اش توسط شوهرش، دکتر «جو گری»، پیدا می‌شود.
در حالی که زندگی همه‌شان دچار آشوب شده، آن‌ها در مراسم خاک‌سپاری لوری شرکت می‌کنند. در آن‌جا، هلن فاش می‌کند که پسر خردسالش نیاز به عمل جراحی مغز دارد. پزشکان بر این باورند که دکتر دلمان بهترین گزینه برای انجام این عمل است، اما او به‌دلیل قتل همسرش در زندان است.
دادستان «داگلاس» موافقت می‌کند که دلمان تحت مراقبت پلیس برای چند ساعت آزاد شود تا عمل را انجام دهد. اما نمی‌داند که دلمان با پدر ثروتمند لوری، «جیک پورتر»، توافق کرده تا پس از پایان عمل، به او کمک کند از کشور بگریزد و به مکزیک فرار کند.

## بازیگران
- داین کنون در نقش لوری دلمن
- جین هکمن در نقش دکتر راندولف
- ریچارد کرنا نقش دکتر برنان
- کرول اوکانر به عنوان دکتر گری
- راشل رابرتس نقش دلا راندولف
- جنیس رول به عنوان ایمی برنان
- کارا ویلیامز نقش مگی گری
- دایانا ساندس به عنوان هلن استراگن
- ریچارد اندرسون نقش دی داگلاس
- جرج گینز به عنوان پل مک گیل
- رالف بلامی به عنوان جیک پورتر
- جان کولیکوس به عنوان دکتر دلمن
- جان اس. راگن [۲]